# Plexus oesophageus
Der Plexus oesophageus ist ein parasympathisches Nervengeflecht, das die Speiseröhre (lat. „Oesophagus“) im Bereich zwischen ihrem Eintritt in den Brustkorb und ihrem Durchtritt durch das Zwerchfell (Hiatus oesophageus) bedeckt. Er entsteht dabei aus einer Vermischung des nebeneinander liegenden linken und rechten Vagusnervs zum  Truncus vagalis, der zusammen mit dem Vagusnerv zahlreiche Fasern auf die Speiseröhre abgibt, aufgrund dessen vom Plexus oesophageus gesprochen wird. Anschließend geht er in den Plexus gastricus über; außerdem steht er mit dem Plexus cardiacus in Verbindung.
Die Grenzstrangganglien des Brustkorbs (Ganglia thoracica) II bis IV senden Nervenfasern aus, die in den Plexus oesophageus einstrahlen.